# Hila Levy
La capitana Hila Levy (Guaynabo, 10 de diciembre de 1986) es una oficial de la Fuerza Aérea de Estados Unidos, y la primera puertorriqueña en obtener una Beca Rhodes. Ha sido honrada con una placa que lleva su nombre, nombre de escuadrón y fecha de graduación, la cual fue colocada en el balcón de la sala de honor de la Academia. La placa reconoce a Levy como la mejor cadete de la Civil Air Patrol de la Clase de 2008.

## Primeros años
Levy nació y se crio en Guaynabo, Puerto Rico, hija de un padre puertorriqueño y una madre israelí. Recibió  su educación primaria y secundaria en la ciudad de su nacimiento. En 2004, Levy se graduó de la Saint John's School en San Juan, Puerto Rico. Levy, quién se unió al ala de Puerto Rico de la Civil Air Patrol en el año 2000, logró el rango de Cadete Coronel y fue la cadete del año a nivel nacional en 2004, obteniendo este reconocimiento debido a su rendimiento académico excepcional, habilidades de liderazgo, actividades extracurriculares e interacción comunitaria. Levy ha declarado que sus experiencias en la Patrulla de Aire Civil fueron un factor influyente en su decisión para aplicar la admisión a la Academia de la Fuerza Aérea de Estados Unidos.

## Fuerza Aérea de Estados Unidos
Levar recibió una invitación para asistir a la Academia de la Fuerza Aérea de Estados Unidos en Colorado Springs, en Colorado. Como Cadete de 1.ª Clase y miembro del Escuadrón 9, estuvo entre los 28 cadetes con rango de Aces del Decano. Levy, quien obtuvo un índice académico de 4.0 puntos en el semestre de otoño de 2005, fue una de los cinco cadetes de su clase que habían sido nombrados Ases tres veces durante su carrera en la academia. El 28 de mayo de 2008, Levy se graduó en Biología con 3 menciones en lengua extranjera: árabe, francés y español. Terminó la academia como la mejor de su clase, obteniendo el título de Cadete Excepcional en el Acto de Graduación y un lugar en el Cuadro de Honor de los 100 años de la academia. Recibió su comisión como Subteniente de la Fuerza Aérea de Estados Unidos y reconocimientos de la Fuerza Aérea Argentina y la Fuerza Aérea de Chile por haber sido la primera en su clase durante el Acto de Grado.

### Becaria Rhodes
En 2007, Levy se convirtió en la primera puertorriqueña y la 35.º cadete de la Academia en recibir una Beca Rhodes. Las Becas Rhodes fueron creadas en 1902 bajo los términos y condiciones del testamento de Cecil Rhodes, un pionero británico en la exploración y colonización de África.
Levy empleó la beca para obtener dos maestrías de un año cada una, la primera una Maestría en Ciencias de la Salud Global y la segunda una Maestría en Antropología Médica de la Universidad de Oxford en el Reino Unido; sin embargo, fue aceptada para obtener el Doctorado en Salud Pública de la Universidad de Oxford.
En su primer año en Oxford,  fue transferida a la Facultad de Historia, donde obtuvo una Maestría en Investigación Histórica en 2009, centrando su trabajo en la formación de los ejércitos nacionales de la antigua África Ecuatorial Francesa. Levy obtuvo luego una Maestría en Biología en Oxford, centrándose en la genética de la población humana de África meridional y de la genética de pingüinos del Atlántico Sur.
Levy se unió a otros dos becarios Rhodes de la Academia Militar de Estados Unidos y de la Academia Naval de este país, haciendo de ese año el segundo año consecutivo en el que las academias militares obtuvieron tres de las 32 becas Rhodes en los Estados Unidos.
Levy habla italiano, portugués, hebreo, francés y español y ha publicado numerosos artículos en relación con el lenguaje en el entorno militar y el conflicto israelí-palestino. Levy fue ascendida a Primera Teniente en mayo de 2010.

## Reconocimiento
Levar ha sido honrada con una placa que tiene su nombre, nombre de escuadrón y fecha de graduación, la cual ha sido colocada salón de honor de la Academia. La placa reconoce a Levy como la primera cadete del CAP de la Clase de 2008.

## Premios militares y de la Fuerza Aérea de Estados Unidos
La capitana Hila Levy ha recibido los siguientes honores militares y de la Fuerza Aérea de los Estados Unidos:
- Medalla de Servicio en la Defensa Nacional
- Medalla de Servicio Extendido en el Extranjero

Insignias
- Insignia de paracaidista

Insignias de la F.A. de Estados Unidos (Colocados sólo en el uniforme de cadete)
- Insignia de Cadete Instructor de Aviación